# Château Haut-Bailly

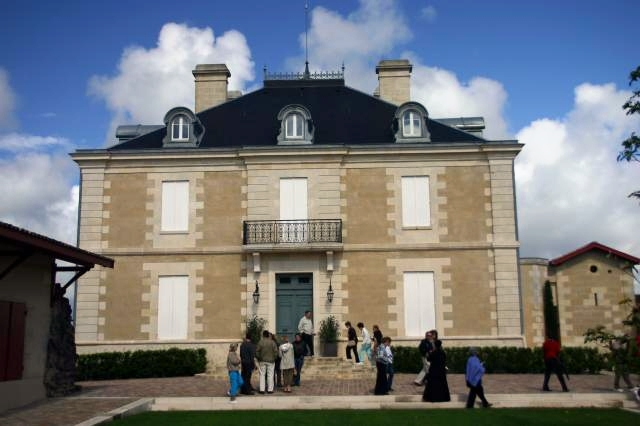
Château Haut-Bailly.

Château Haut-Bailly es una finca productora de vino en la región vinícola de Burdeos en Francia y, dentro de ella, en la AOC Pessac-Léognan de Graves. Fue clasificada entre los primeros crus de vino tinto en la Clasificación del vino de Graves de 1953 y 1959. La bodega y los viñedos se encuentran al sur de la ciudad de Burdeos, en la comuna de Léognan. 
En una cosecha típica, entre el 30 y el 40% del vino se relega al segundo vino de la finca, La Parde de Haut-Bailly. A diferencia de muchos vinos de la región de Graves, no se produce vino blanco en Haut-Bailly, sólo tinto.